# ریچارد بکر

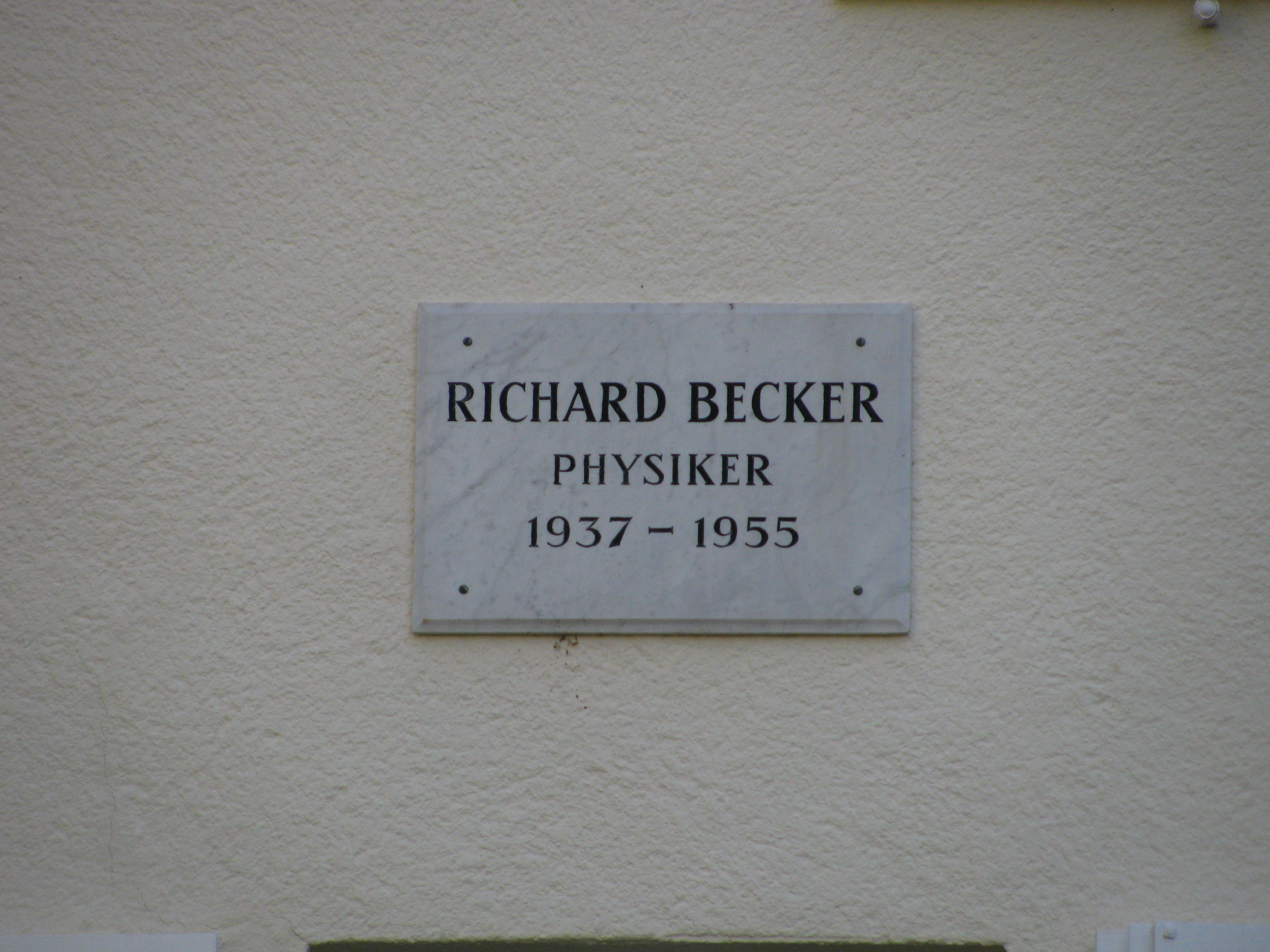
نمایی از لوح یادبود ریچارد بکر در گوتینگن، آلمان - ۲۰۲۲

 ریچارد بکر (انگلیسی: Richard Becker؛ زادهٔ ۳ دسامبر ۱۸۸۷ درگذشتهٔ ۱۶ مارس ۱۹۵۵) یک فیزیک‌دان اهل آلمان بود.